# Bathyfautor
Bathyfautor là một chi ốc biển, là động vật thân mềm chân bụng sống ở biển trong họ Calliostomatidae.

## Các loài
Các loài trong chi Bathyfautor gồm có:
- Bathyfautor caledonicum Marshall, 1995[2]
- Bathyfautor coriolis Marshall, 1995[3]
- Bathyfautor multispinosum (Schepman, 1908)[4]
- Bathyfautor rapuhia Marshall, 1995[5]